# Chorizococcus graysoni
Chorizococcus graysoni är en insektsart som beskrevs av Brachman och Kosztarab in Kosztarab 1996. Chorizococcus graysoni ingår i släktet Chorizococcus och familjen ullsköldlöss. Inga underarter finns listade i Catalogue of Life.